# Scopioricus robustus
Scopioricus robustus är en insektsart som beskrevs av Max Beier 1960. Scopioricus robustus ingår i släktet Scopioricus och familjen vårtbitare. Inga underarter finns listade i Catalogue of Life.